# إيفان رادنوفيتش
إيفان رادنوفيتش (بالسيريلية الصربية: Иван Раденовић) مواليد 10 يونيو 1984 في بلغراد، جمهورية صربيا الاشتراكية، هو لاعب كرة سلة صربي. بدأ مسيرته الاحترافية في سنة 2002. يلعب مع فريق سبيرو شارلوروا كلاعب وسط. يحمل الرقم 24.

## المسيرة الاحترافية
لعب مع نادي بارتيزان لكرة السلة في موسم 2002–2003، ثم لعب مع نادي سانت جوسيب لكرة السلة في الدوري الإسباني في موسم 2007–2008، ثم لعب مع نادي سسكا موسكو لكرة السلة في الدوري الروسي في سنة 2009، ثم لعب مع نادي إشبيلية لكرة السلة في الدوري الإسباني في موسم 2009–2010، ثم لعب مع منورقة لكرة السلة في موسم 2010–2011، ثم لعب مع نادي كشالين لكرة السلة في سنة 2015.

## إحصائيات المسيرة

### الدوري الأوروبي
| السنة   | الفريق                   | لعب | بدأ | دقيقة | ميداني% | ثلاثية | حرة  | ارتداد | صنع | استلاب | تصدي | نقطة | أداء |
| ------- | ------------------------ | --- | --- | ----- | ------- | ------ | ---- | ------ | --- | ------ | ---- | ---- | ---- |
| 2009–10 | سسكا موسكو               | 6   | 0   | 10.2  | .500    | .000   | .750 | 1.0    | .3  | .0     | .2   | 2.5  | 1.2  |
| 2013–14 | نادي ريد ستار لكرة السلة | 10  | 3   | 21.1  | .491    | .235   | .794 | 3.5    | 1.7 | .8     | .1   | 8.2  | 9.9  |
| المسيرة |                          | 16  | 3   | 17.0  | .493    | .235   | .658 | 2.6    | 1.2 | .5     | .1   | 6.0  | 6.6  |

## روابط خارجية
- إيفان رادنوفيتش على موقع الاتحاد الدولي لكرة السلة (الإنجليزية)
- إيفان رادنوفيتش على موقع الدوري الأوروبي لكرة السلة (الإنجليزية)
- إيفان رادنوفيتش على موقع الدوري الإسباني لكرة السلة (الإسبانية)
- إيفان رادنوفيتش على موقع كرة السلة الأوروبية.كوم (الإنجليزية)
- إيفان رادنوفيتش على موقع DraftExpress.com (الإنجليزية)
- إيفان رادنوفيتش على موقع كلية كرة السلة في سبورتس رفرنس.كوم (الإنجليزية)
- إيفان رادنوفيتش على موقع ريلجم (الإنجليزية)
- إيفان رادنوفيتش على موقع بروبوليرز (الإنجليزية)
- إيفان رادنوفيتش على موقع سبورتس رفرنس (الإنجليزية)